# Glenna Collett
Glenna Collett-Vare (New Haven, Connecticut, 20 juni 1903 - Gulf Stream, Florida, 3 februari 1989) was een Amerikaans golfster. Tijdens het interbellum was zij de beste amateurgolfster in de Verenigde Staten. Zij won het US Women's Amateur in 1922, 1925, 1928, 1929, 1930 en 1935.
Glenna Collett groeide op in Providence, Rhode Island. 

## Golf
Glenna Collett deed al op jonge leeftijd aan sport. Ze zwom en dook veel voordat ze op 14-jarige leeftijd aan golf begon. Ze kreeg de eerste jaren les van Alex Smith, winnaar van het US Open in 1905 en 1910. Binnen twee jaar was ze goed genoeg om aan het US Women's Amateur mee te doen. In 1921 won ze het kwalificatietoernooi. 
In de periode 1928-1930 won ze acht toernooien achter elkaar. Ze won zes keer de North and South Women's Amateur en zeven keer het Eastern Amateur. Toen ze in 1935 haar laatste US Amateur won door de 17-jarige Patty Berg te verslaan, was ze inmiddels getrouwd met Edwin H. Vare Jr en moeder van twee kinderen. Ze noemde zich toen Glenna Collett-Vare.
De LPGA heeft de Vare Trophy naar haar genoemd. Deze wordt jaarlijks uitgereikt aan de Tourspeelster die de laagste gemiddelde score heeft, hoewel Glenna Colleett meer een matchplay-speelster was.

### Gewonnen
De belangrijkste overwinningen waren:
- 1922: US Amateur, North and South Women's Amateur
- 1923: Canadees Amateur, North and South Women's Amateur
- 1924: Canadees Amateur, North and South Women's Amateur
- 1925: US Amateur
- 1927: North and South Women's Amateur
- 1928: US Amateur, Frans Amateur
- 1929: US Amateur, North and South Women's Amateur
- 1930: US Amateur, North and South Women's Amateur
- 1935: US Amateur

### Teams
- Curtis Cup: 1932, 1934 (captain), 1936 (captain), 1938, 1948 (n.p. captain), 1950 (n.p. captain)